# Đạo quán
Đạo quán là nơi tu luyện và cử hành nghi thức tôn giáo của các đạo sĩ. Đôi khi gọi là cung quán, ngoài ra còn có các kiến trúc với tên gọi theo quy mô lớn nhỏ khác nhau như: điện, đường, phủ, miếu, am, lâu, xá, trai, các, khuyết, đàn.
Đạo giáo là tôn giáo bản địa, cho nên kiến trúc của đạo quán mang đậm nét kiến trúc truyền thống của Trung Quốc. Ngoài hoa viên, các điện đường lâu các được trang trí và thiết kế mang tính biểu tượng rất cao. Thí dụ các hình ảnh và tượng thể hiện «vũ hoá đăng tiên» (đắc đạo lên cõi tiên), «diên niên ích thọ» (sống trường thọ), «trường sinh bất tử» (sống mãi không chết); các hình vẽ tinh tú mặt trời Mặt Trăng (ngụ ý sự trường tồn và hoà đồng vũ trụ); các vật hay hình vẽ trang trí: cái quạt (phiến, đồng âm với chữ thiện: tốt), cá lội (ngư, đồng âm chữ dư: có dư, giàu), hoa thủy tiên (ngụ ý thành tiên), con dơi (bức, đồng âm với chữ phúc: hạnh phúc), con nai (lộc, đồng âm với chữ lộc: tài lộc); và các thứ thanh nhã mang đậm nét đạo giáo như tùng bách, linh chi, quy, hạc, sư tử, kỳ lân, long, phụng, v.v...
Các đạo quán có rất nhiều khắp nơi của Trung Quốc. Quan trọng nhất là Bạch Vân Quán tại Bắc Kinh.

## Hình ảnh
|  |  |  |  |
|  |  |  |  |
|  |  |  |  |

## Các Đạo Quán Tại Việt Nam
Đạo quán ở Việt nam tôn thờ các vị chủ yếu như sau: Tam Thanh, Ngọc Hoàng, Lão Quân, Huyền Thiên, Cửu Thiên Huyền Nữ, Văn Xương Đế quân..., các biệt có một số nơi thờ Đế Thích vị vua trời Ấn Độ giáo đã được hòa nhập vào Đạo giáo tại Việt Nam.
đa số đạo quán ở Hà Nội thờ Huyền Thiên Trấn Vũ, khác với các đạo quán ở Hà Tây cũ chủ yếu thờ Tam Thanh, Ngọc Hoàng.
Trong số các đạo quán còn lại ở Việt nam, Linh Tiên Quán là nơi thờ đầy đủ các vị thần tiên nhất của đạo giáo.
Sau thời Mạc, đa phần các đạo quán được đưa tượng Phật vào và chuyển thành chùa, một số trở thành đền, các đạo quán nổi tiếng tại Việt nam như:

### Đan sơn Tứ Quán
Đây là hệ thống 4 đạo quán nổi tiếng ở vùng Hoài Đức, thành phố Hà Nội:
- Linh Tiên Quán tại xã Đức Thượng, huyện Hoài Đức, thành phố Hà Nội
- Diềm Xá Quán tại xã Đắc Sở, huyện Hoài Đức, thành phố Hà Nội
- Viên Dương Quán tại xã Đức Thượng, huyện Hoài Đức, thành phố Hà Nội
- Lão Quân Quán tại Xóm 4,Thôn Lưu Xá, xã Đức Giang, huyện Hoài Đức, thành phố Hà Nội

### Thăng Long Tứ Quán
- Trấn Vũ quán, nay gọi là đền Quán Thánh ở phố Quán Thánh.
- Huyền Thiên quán, nay là chùa Huyền Thiên ở phố Hàng Khoai.
- Đồng Thiên quán, nay là chùa Kim Cổ ở phố Đường Thành.
- Đế Thích quán, nay là chùa Vua ở phố Thịnh Yên.

### Các chùa quán khác
- Đền Ngọc Sơn: thờ Văn xương Đế quân, Lã Động Tân.
- Chùa Sổ: Hội Linh Quán, Ước Lễ - Thanh Oai - Hà nội
- Chùa Đa Sĩ: Lâm Dương Quán, Đa Sĩ - Kiến Hưng - Hà Đông - Hà nội
- Chùa Mui: Hưng Thánh Quán, Tô Hiệu, Thường tín, Hà nội
- Bích Câu Đạo quán, Hà nội
- Đền Cự Linh, Thạch Bàn - Gia Lâm - Hà nội.
- Chùa Ngọc Hoàng Tp.HCM
- Đền Đậu An, Hưng Yên
- Đền Thượng, núi Sài Sơn, Quốc Oai, Hà nội
- Động Thiên Tôn, Ninh Bình
- Quán Yên Nhân, Chương mĩ, Hà Nội
- Quán Đỗ Động, Thanh Oai, Hà Nội
- Âm Ty Quán - Chùa Đôi Hồi, Đền Tam Phủ, thôn Thu Quế, Xã Song Phượng, huyện Đan Phượng, Thành phố Hà nội.
- Đền Tử Đồng Đế Quân, Hoàng Xá, Quốc Oai, Hà Nội
- Quán Đế Thích, thôn Sơn Đình, xã Liêu Xá, huyện Yên mỹ, Tỉnh Hưng Yên.
- Quán Chân Thánh, xã Nghĩa Trai, huyện Văn Lâm, tỉnh Hưng Yên.
- Khánh Vân Nam Viện đạo quán - Chùa Khánh Vân Nam Viện, quận 11 Tp.HCM ￼